# Diffúziólimitált aggregáció

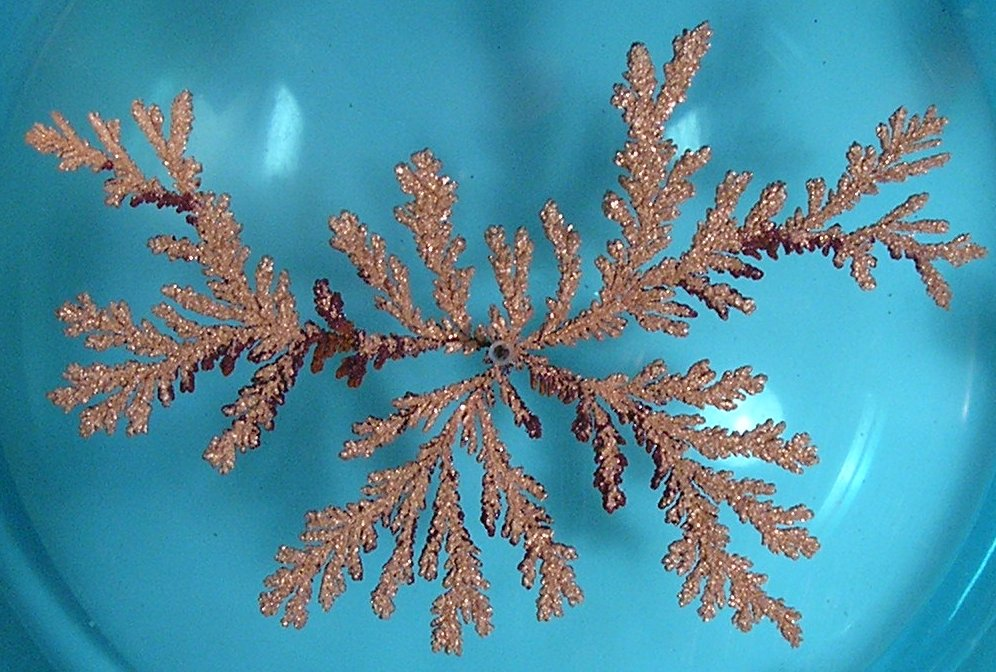
Réz-szulfátból épült DLA fürt egy leválasztókamra belsejében.

Diffúziólimitált aggregációnak (röviden DLA-nak) nevezzük azt a folyamatot, mely során véletlen bolyongást (vagy speciálisan Brown-mozgást) végző részecskék egymáson, vagy egy csírán való megtapadva fürtökbe állnak össze. 

## Jellemzői
Az DLA mögötti elvet Thomas Witten és L. M. Sander alkotta 1981-ben. A DLA általában alkalmazható olyan rendszerekben, melyben a részecskék mozgását főként a diffúzió szabja meg, ilyen folyamatok a természetben is megfigyelhetők például kristályképződéskor, vagy elektromos kisülések esetén.

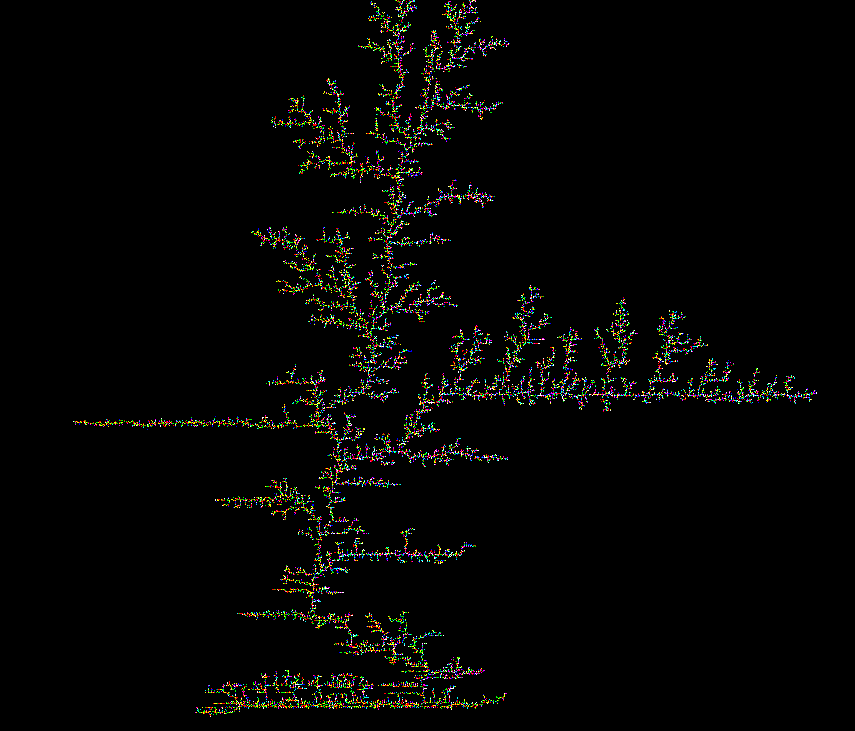
Brown-mozgást végző részecskék számítógéppel szimulált aggregációja.

A Brown-mozgást végző részecskék DLA során képzett, fraktál jellemzőkkel rendelkező fürtjeit Brown-fáknak is nevezik. Attól függően, hogy szabad aggregáció, vagy rácshoz kötött aggregációról van-e szó, a fraktáldimenzió (azonos beágyazási dimenziónál is) különféle lehet. A fürtnövekedés alakja továbbá befolyásolható a lerakódási felület különféle megválasztásával, például történhet az aggregáció pontszerű csírán, felületen stb., a jobb oldali ábrák néhány ilyen példát mutatnak.

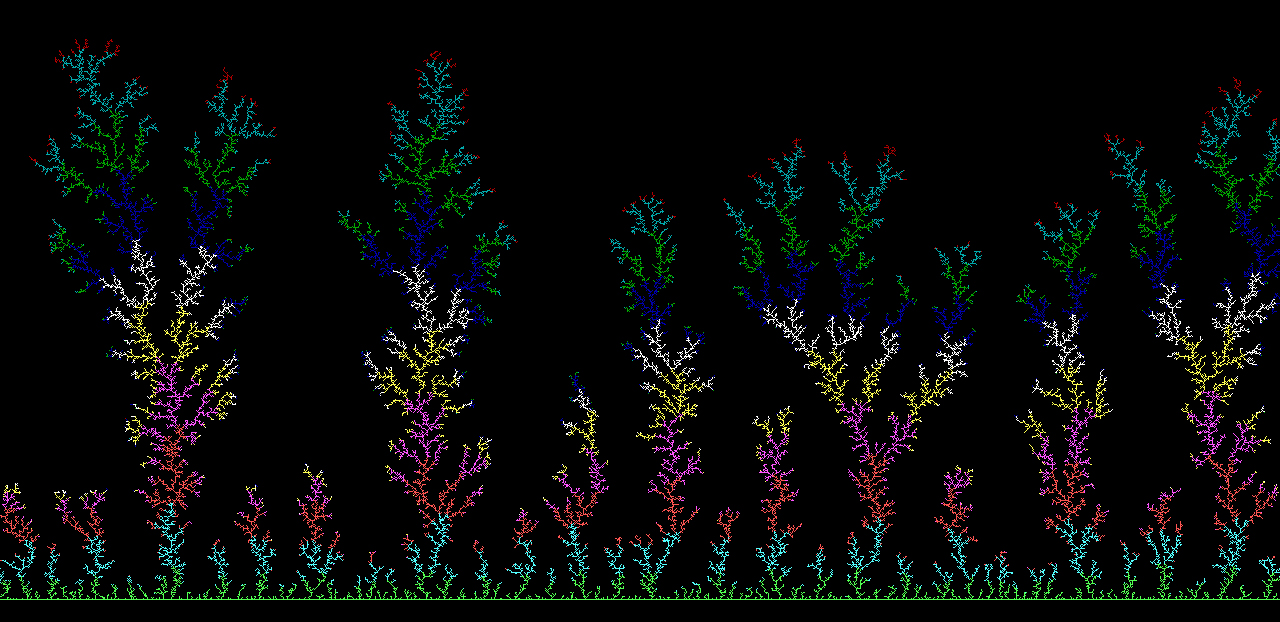
Kétdimenziós véletlen bolyongást végző részecskék aggregációja egy egyenes mentén. A színek a megtapadás idejét jelzik.

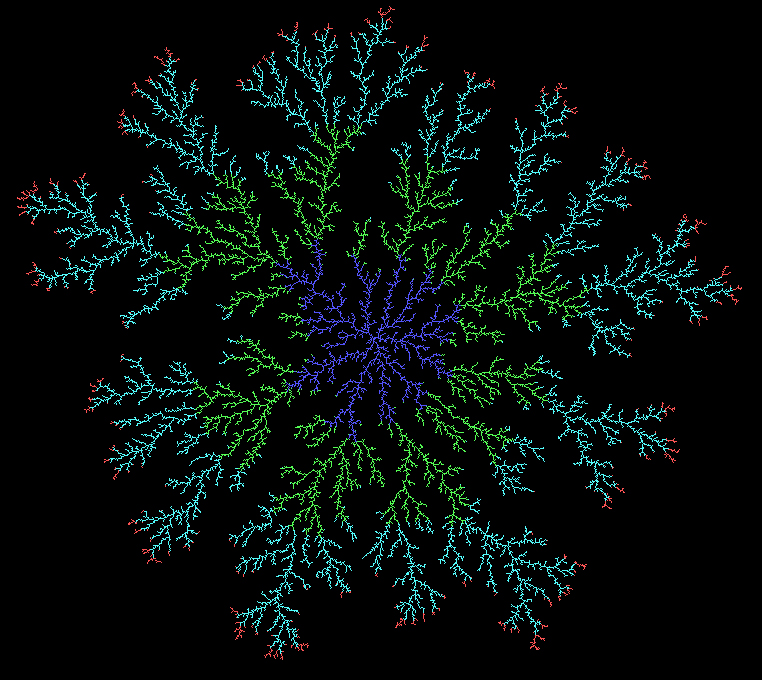
33000 részecske szimulációjának képe, melyek egy pontszerű csíra körül alkottak fürtöt DLA folyamat során. A színek a megtapadás idejét jelzik.

A DLA aggregátumok vizsgálatának gyakori módja a számítógépes szimuláció. Ez történhet egy adott beágyazási dimenziójú rácson, akár több dimenzióban is, vagy történhet molekuladinamikai szimulációban, valós pályát befutó részecskék szimulációjával. Ez utóbbi esetben a részecske akkor tapad a fürthöz, amikor ahhoz egy küszöbértéknél közelebb kerül. A DLA során a bolyongó részecskék közti kölcsönhatásoktól eltekintenek, hogy a még meg nem tapadt részecskék mozgását csak a diffúzió szabja meg.

## Fordítás
Ez a szócikk részben vagy egészben a Diffusion-limited aggregation című angol Wikipédia-szócikk ezen változatának fordításán alapul.  Az eredeti cikk szerkesztőit annak laptörténete sorolja fel. Ez a jelzés csupán a megfogalmazás eredetét és a szerzői jogokat jelzi, nem szolgál a cikkben szereplő információk forrásmegjelöléseként.